# Effet Early
L'effet Early est un phénomène physique qui se manifeste dans la région de fonctionnement linéaire d'un transistor bipolaire. Cet effet a été découvert en 1952 par James M. Early (en).

## Description

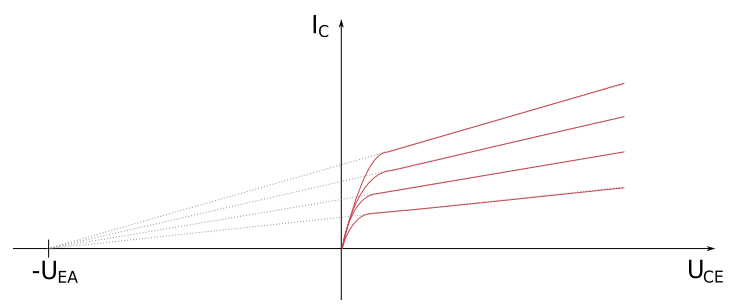
Évolution du courant du collecteur d'un transistor bipolaire en fonction de la tension collecteur-émetteur pour différentes valeurs du courant de base

Théoriquement, dans sa zone de fonctionnement linéaire, le courant de collecteur Ic d'un transistor bipolaire ne devrait pas être influencé par la tension collecteur-émetteur Vce. En réalité, la hausse de cette tension (Vce) modifie légèrement le courant de collecteur. C'est ce qu'on appelle l'effet Early. Lorsque le courant de base Ib est faible, l'effet se fait moins ressentir. Par contre, plus le courant de base est grand, plus l'effet Early se manifeste.

## Explication
Le transistor bipolaire étant par essence un amplificateur de courant : un courant de base induit un courant de collecteur en fonction du gain propre au transistor. Une augmentation de la différence de potentiel présente entre le collecteur et l'émetteur a pour effet de diminuer légèrement l'épaisseur effective de la base et donc, pour un même courant de base, d'augmenter légèrement le courant de collecteur.